# Lijst van voetbalinterlands Frankrijk - Oostenrijk
Deze lijst van voetbalinterlands is een overzicht van alle officiële voetbalwedstrijden tussen de nationale teams van Frankrijk en Oostenrijk. De landen speelden tot op heden 26 keer tegen elkaar. De eerste ontmoeting, een vriendschappelijke wedstrijd, werd gespeeld in Parijs op 19 april 1925. Het laatste duel, een groepswedstrijd tijdens het Europees kampioenschap voetbal 2024, vond plaats op 17 juni 2024 in Düsseldorf (Duitsland).

## Wedstrijden
| №  | Plaats      | Datum             | Competitie                  | Wedstrijd              | Uitslag |
| -- | ----------- | ----------------- | --------------------------- | ---------------------- | ------- |
| 1  | Parijs      | 19 april 1925     | Vriendschappelijk           | Frankrijk – Oostenrijk | 0 – 4   |
| 2  | Wenen       | 30 mei 1926       | Vriendschappelijk           | Oostenrijk – Frankrijk | 4 – 1   |
| 3  | Parijs      | 12 februari 1933  | Vriendschappelijk           | Frankrijk – Oostenrijk | 0 – 4   |
| 4  | Turijn      | 27 mei 1934       | WK 1934                     | Oostenrijk – Frankrijk | 3 – 2   |
| 5  | Parijs      | 24 januari 1937   | Vriendschappelijk           | Frankrijk – Oostenrijk | 1 – 2   |
| 6  | Wenen       | 6 december 1945   | Vriendschappelijk           | Oostenrijk – Frankrijk | 4 – 1   |
| 7  | Colombes    | 5 mei 1946        | Vriendschappelijk           | Frankrijk – Oostenrijk | 3 – 1   |
| 8  | Colombes    | 1 november 1951   | Vriendschappelijk           | Frankrijk – Oostenrijk | 2 – 2   |
| 9  | Wenen       | 19 oktober 1952   | Vriendschappelijk           | Oostenrijk – Frankrijk | 1 – 2   |
| 10 | Colombes    | 25 maart 1956     | Vriendschappelijk           | Frankrijk – Oostenrijk | 3 – 1   |
| 11 | Wenen       | 5 oktober 1958    | Vriendschappelijk           | Oostenrijk – Frankrijk | 1 – 2   |
| 12 | Parijs      | 13 december 1959  | EK 1960 kwalificatie        | Frankrijk – Oostenrijk | 5 – 2   |
| 13 | Wenen       | 27 maart 1960     | EK 1960 kwalificatie        | Oostenrijk – Frankrijk | 2 – 4   |
| 14 | Parijs      | 24 maart 1965     | Vriendschappelijk           | Frankrijk – Oostenrijk | 1 – 2   |
| 15 | Wenen       | 7 oktober 1970    | Vriendschappelijk           | Oostenrijk – Frankrijk | 1 – 0   |
| 16 | Madrid      | 28 juni 1982      | WK 1982                     | Frankrijk – Oostenrijk | 1 – 0   |
| 17 | Bordeaux    | 28 maart 1984     | Vriendschappelijk           | Frankrijk – Oostenrijk | 1 – 0   |
| 18 | Parijs      | 14 oktober 1992   | WK 1994 kwalificatie        | Frankrijk – Oostenrijk | 2 – 0   |
| 19 | Wenen       | 27 maart 1993     | WK 1994 kwalificatie        | Oostenrijk – Frankrijk | 0 – 1   |
| 20 | Wenen       | 19 augustus 1998  | Vriendschappelijk           | Oostenrijk – Frankrijk | 2 – 2   |
| 21 | Saint-Denis | 28 maart 2007     | Vriendschappelijk           | Frankrijk – Oostenrijk | 1 – 0   |
| 22 | Wenen       | 6 september 2008  | WK 2010 kwalificatie        | Oostenrijk – Frankrijk | 3 – 1   |
| 23 | Saint-Denis | 14 oktober 2009   | WK 2010 kwalificatie        | Frankrijk – Oostenrijk | 3 – 1   |
| 24 | Wenen       | 10 juni 2022      | UEFA Nations League 2022/23 | Oostenrijk – Frankrijk | 1 – 1   |
| 25 | Saint-Denis | 22 september 2022 | UEFA Nations League 2022/23 | Frankrijk – Oostenrijk | 2 – 0   |
| 26 | Düsseldorf  | 17 juni 2024      | EK 2024                     | Oostenrijk – Frankrijk | 0 – 1   |

## Samenvatting
| Competitie          | Totaal gespeeld | Winst Frankrijk | Gelijk | Winst Oostenrijk | Doelsaldo Frankrijk – Oostenrijk |
| ------------------- | --------------- | --------------- | ------ | ---------------- | -------------------------------- |
| WK-eindronde        | 2               | 1               | 0      | 1                | 3 − 3                            |
| WK-kwalificatie     | 4               | 3               | 0      | 1                | 7 − 4                            |
| EK-eindronde        | 1               | 1               | 0      | 0                | 1 − 0                            |
| EK-kwalificatie     | 2               | 2               | 0      | 0                | 9 − 4                            |
| UEFA Nations League | 2               | 1               | 1      | 0                | 3 − 1                            |
| Vriendschappelijk   | 15              | 6               | 2      | 7                | 20 − 29                          |
| Totaal              | 26              | 14              | 3      | 9                | 43 − 41                          |

## Details

### Zestiende ontmoeting
| WK 1982 (Madrid, Spanje, 28 juni 1982): |                | |
| Frankrijk | 1 – 0          | Oostenrijk |
| Bernard Genghini 39' | goals          | |
| Michel Hidalgo | bondscoach(es) | Felix Latzke en Georg Schmidt |
| Jean-Luc Ettori Patrick Battiston Maxime Bossis Marius Trésor Gérard Janvion Bernard Genghini 85' Alain Giresse Jean Tigana Gérard Soler Bernard Lacombe 15' Didier Six | opstellingen   | Friedrich Koncilia Bernd Krauss Erich Obermayer Bruno Pezzey 46' Josef Degeorgi Herbert Prohaska Roland Hattenberger Reinhold Hintermaier 46' Kurt Jara Walter Schachner Hans Krankl |
| Dominique Rocheteau 15' René Girard 85' | wissels        | 46' Ernst Baumeister 46' Kurt Welzl |
| | gele kaarten   | 60' Erich Obermayer |

FFF · A-internationals · Selecties · Bondscoaches · Frans vrouwenelftal · Olympisch elftal · Frankrijk U21 · Frankrijk U20 · Frankrijk U19 · Frankrijk U18 · Frankrijk U17 · Frankrijk U16 · Vrouwen U17
1904 – 1919 ·
1920 – 1929 ·
1930 – 1939 ·
1940 – 1949 ·
1950 – 1959 ·
1960 – 1969 ·
1970 – 1979 ·
1980 – 1989 ·
1990 – 1999 ·
2000 – 2009 ·
2010 – 2019 ·
2020 – 2029
EK's: 1984 · 
1992 · 
1996 · 
2000 · 
2004 · 
2008 · 
2012 · 
2016 · 
2020 · 
2024
WK's: 1930 · 
1934 · 
1938 · 
1954 · 
1958 · 
1966 · 
1978 · 
1982 · 
1986 · 
1998 · 
2002 · 
2006 · 
2010 · 
2014 · 
2018 · 
2022
OS: 1900 · 
1908 · 
1920 · 
1924 · 
1948 · 
1952 · 
1960 · 
1968 · 
1976 · 
1984 · 
1996 · 
2020
1904 · 
1905 · 
1906 · 
1907 · 
1908 · 
1909 · 
1910 · 
1911 · 
1912 · 
1913 · 
1914 · 
1915 · 1916 · 1917 · 1918 · 
1919 · 
1920 · 
1921 · 
1922 · 
1923 · 
1924 · 
1925 · 
1926 · 
1927 · 
1928 · 
1929 · 
1930 · 
1931 · 
1932 · 
1933 · 
1934 · 
1935 · 
1936 · 
1937 · 
1938 · 
1939 · 
1940 · 1941  · 
1942 · 
1943 · 1944  · 
1945 · 
1946 · 
1947 · 
1948 · 
1949 · 
1950 · 
1951 · 
1952 · 
1953 · 
1954 · 
1955 · 
1956 · 
1957 · 
1958 · 
1959 ·
1960 · 
1961 · 
1962 · 
1963 · 
1964 · 
1965 · 
1966 · 
1967 · 
1968 · 
1969 ·
1970 · 
1971 · 
1972 · 
1973 · 
1974 · 
1975 · 
1976 · 
1977 · 
1978 · 
1979 ·
1980 · 
1981 · 
1982 · 
1983 · 
1984 · 
1985 · 
1986 · 
1987 · 
1988 · 
1989 · 
1990 · 
1991 · 
1992 · 
1993 · 
1994 · 
1995 · 
1996 · 
1997 · 
1998 · 
1999 · 
2000 · 
2001 · 
2002 · 
2003 · 
2004 · 
2005 · 
2006 · 
2007 · 
2008 · 
2009 · 
2010 · 
2011 · 
2012 · 
2013 · 
2014 · 
2015 · 
2016 · 
2017 · 
2018 ·
2019 ·
2020 ·
2021 ·
2022 ·
2023
Albanië ·
Algerije ·
Andorra ·
Argentinië ·
Armenië ·
Australië ·
Azerbeidzjan ·
België ·
Bolivia ·
Bosnië en Herzegovina ·
Brazilië ·
Bulgarije ·
Canada ·
Chili ·
China ·
Colombia ·
Costa Rica ·
Cyprus ·
Denemarken ·
Duitse Democratische Republiek ·
Duitsland ·
Ecuador ·
Egypte ·
Engeland ·
Estland ·
Faeröer ·
Finland ·
Georgië ·
Gibraltar ·
Griekenland ·
Honduras ·
Hongarije ·
Ierland ·
IJsland ·
Iran ·
Israël ·
Italië ·
Ivoorkust ·
Jamaica ·
Japan ·
Joegoslavië ·
Kameroen ·
Kazachstan ·
Koeweit ·
Kroatië ·
Letland ·
Litouwen ·
Luxemburg ·
Malta ·
Marokko ·
Mexico ·
Moldavië ·
Nederland ·
Nieuw-Zeeland ·
Nigeria ·
Noord-Ierland ·
Noorwegen ·
Oekraïne ·
Oostenrijk ·
Paraguay ·
Peru · 
Polen ·
Portugal ·
Roemenië ·
Rusland ·
Saoedi-Arabië ·
Schotland ·
Senegal ·
Servië ·
Slovenië ·
Slowakije ·
Sovjet-Unie ·
Spanje ·
Togo ·
Tsjechië ·
Tsjecho-Slowakije ·
Tunesië ·
Turkije ·
Uruguay ·
Verenigde Staten ·
Wales ·
Wit-Rusland ·
Zuid-Afrika ·
Zuid-Korea ·
Zweden ·
Zwitserland
Albanië (2016) ·
Argentinië (2018) ·
Argentinië (2022) ·
Australië (2018) · 
België (1904) · 
België (2018) · 
Brazilië (1998) · 
Brazilië (2006) · 
Denemarken (2002) · 
Denemarken (2018) ·
Duitsland (2014) · 
Duitsland (2021) · 
Ecuador (2014) · 
Engeland (1982) · 
Engeland (2012) · 
Engeland (2022) ·
Honduras (2014) · 
Hongarije (2021) · 
Italië (2000) · 
Italië (2006) · 
Italië (2008) · 
Japan (2001) · 
Kameroen (2003) · 
Koeweit (1982) · 
Kroatië (2018) · 
Marokko (2022) ·
Mexico (2010) · 
Nederland (2008) · 
Nigeria (2014) ·
Noord-Ierland (1982) · 
Oekraïne (2012) · 
Oostenrijk (1982) · 
Peru (2018) · 
Polen (1982) · 
Polen (2022) ·
Portugal (2006) · 
Portugal (2016) ·
Portugal (2021) ·
Roemenië (2008) ·
Roemenië (2016) ·
Senegal (2002) · 
Spanje (1984) ·
Spanje (2006) ·
Spanje (2012) ·
Spanje (2021) ·
Togo (2006) ·
Tsjecho-Slowakije (1982) ·
Uruguay (2002) ·
Uruguay (2010) ·
Uruguay (2018) ·
Zuid-Afrika (2010) ·
Zuid-Korea (2006) ·
Zweden (2012) ·
Zwitserland (2006) ·
Zwitserland (2014) ·
Zwitserland (2016) ·
Zwitserland (2021)
ÖFB · A-internationals · Selecties · Bondscoaches · Oostenrijks vrouwenelftal · Olympisch elftal · Oostenrijk U21 · Oostenrijk U20 · Oostenrijk U19 · Oostenrijk U18 · Oostenrijk U17 · Oostenrijk U16 · Vrouwen U17
1902 – 1919 ·
1920 – 1929 ·
1930 – 1939 ·
1940 – 1949 ·
1950 – 1959 ·
1960 – 1969 ·
1970 – 1979 ·
1980 – 1989 ·
1990 – 1999 ·
2000 – 2009 ·
2010 – 2019 ·
2020 – 2029
EK's: 2008 · 
2016 · 
2020 · 
2024
WK's: 1934 · 
1954 · 
1958 · 
1978 · 
1982 · 
1990 · 
1998
OS: 1912 ·
1936 ·
1948 ·
1952
1902 · 
1903 · 
1904 · 
1905 · 
1906 · 
1907 · 
1908 · 
1909 · 
1910 · 
1911 · 
1912 · 
1913 · 
1914 · 
1915 · 
1916 · 
1917 · 
1918 · 
1919 · 
1920 · 
1921 · 
1922 · 
1923 · 
1924 · 
1925 · 
1926 · 
1927 · 
1928 · 
1929 · 
1930 · 
1931 · 
1932 · 
1933 · 
1934 · 
1935 · 
1936 · 
1937 · 
1938 · 1939 · 1940 · 1941 · 1942 · 1943 · 1944 · 1945 · 
1946 · 
1947 · 
1948 · 
1949 · 
1950 · 
1952 · 
1952 · 
1953 · 
1954 · 
1955 · 
1956 · 
1957 · 
1958 · 
1959 · 
1960 · 
1961 · 
1962 · 
1963 · 
1964 · 
1965 · 
1966 · 
1967 · 
1968 · 
1969 · 
1970 · 
1971 · 
1972 · 
1973 · 
1974 · 
1975 · 
1976 · 
1977 · 
1978 · 
1979 · 
1980 · 
1981 · 
1982 · 
1983 · 
1984 · 
1985 · 
1986 · 
1987 · 
1988 · 
1989 · 
1990 ·
1991 · 
1992 · 
1993 · 
1994 · 
1995 · 
1996 · 
1997 · 
1998 · 
1999 · 
2000 · 
2001 · 
2002 · 
2003 · 
2004 · 
2005 · 
2006 · 
2007 · 
2008 · 
2009 · 
2010 · 
2011 · 
2012 · 
2013 · 
2014 · 
2015 · 
2016 · 
2017 · 
2018 · 
2019 · 
2020 · 
2021 ·
2022
Albanië ·
Algerije ·
Andorra ·
Argentinië ·
Azerbeidzjan ·
België ·
Bosnië en Herzegovina ·
Brazilië ·
Bulgarije ·
Canada ·
Chili ·
Costa Rica ·
Cyprus ·
Denemarken ·
DDR ·
Duitsland ·
Egypte ·
Engeland ·
Estland ·
Faeröer ·
Finland ·
Frankrijk ·
Georgië ·
Ghana ·
Griekenland ·
Hongarije ·
Ierland ·
IJsland ·
Iran ·
Israël ·
Italië ·
Ivoorkust ·
Japan ·
Joegoslavië ·
Kameroen ·
Kazachstan ·
Kroatië ·
Letland ·
Liechtenstein ·
Litouwen ·
Luxemburg ·
Malta ·
Moldavië ·
Montenegro ·
Nederland ·
Nigeria ·
Noord-Ierland ·
Noord-Macedonië ·
Noorwegen ·
Oekraïne ·
Paraguay ·
Peru ·
Polen ·
Portugal ·
Roemenië ·
Rusland ·
San Marino ·
Schotland ·
Servië ·
Slovenië ·
Slowakije ·
Sovjet-Unie ·
Spanje ·
Trinidad en Tobago ·
Tsjechië ·
Tsjecho-Slowakije ·
Tunesië ·
Turkije ·
Uruguay ·
Venezuela ·
Verenigde Staten ·
Wales ·
Wit-Rusland ·
Zweden ·
Zwitserland
Algerije (1982) · 
Chili (1982) · 
Duitsland (2008) · 
Frankrijk (1982) · 
Hongarije (2016) · 
Italië (2021) · 
Kroatië (2008) · 
Nederland (2021) · 
Noord-Ierland (1982) · 
Noord-Macedonië (2021) · 
Oekraïne (2021) · 
Polen (2008) ·  
Portugal (2016) · 
West-Duitsland (1982)